# Obersüßbach
Obersüßbach – miejscowość i gmina w Niemczech, w kraju związkowym Bawaria, w rejencji Dolna Bawaria, w regionie Landshut, w powiecie Landshut, wchodzi w skład wspólnoty administracyjnej Furth. Leży około 20 km na północny zachód od Landshut.